# Carole Bouquet
Carole Bouquet (Neuilly-sur-Seine, 1957. augusztus 18. –) César-díjas francia színésznő és divatmodell. Több mint 50 filmben szerepelt 1977 óta. Az 1981-es James Bond-filmben, a Szigorúan bizalmas címűben Melina Havelock szerepét alakította. 1990-ben megkapta a César-díjat a legjobb női mellékszereplő kategóriában (Trop belle pour toi).

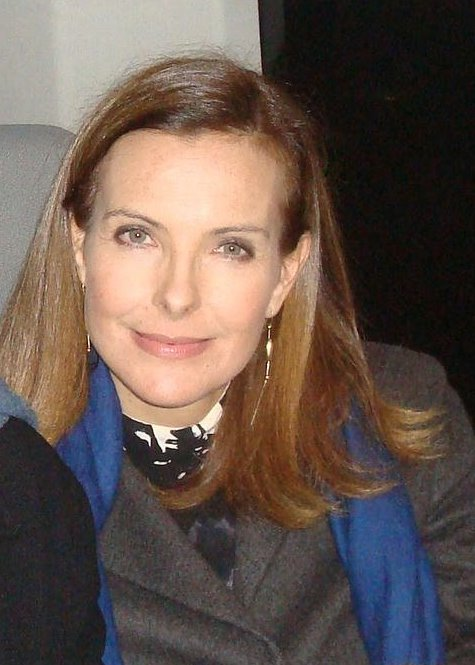
Carole Bouquet 2008-ban

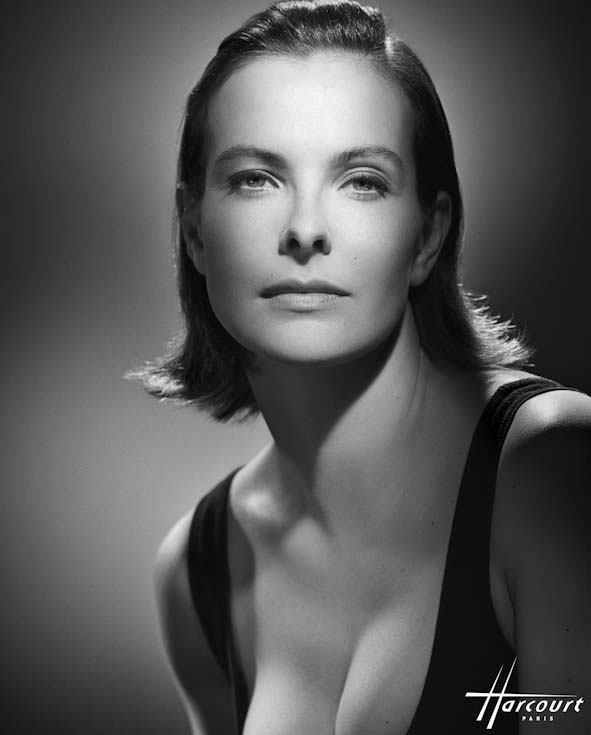
Carole Bouquet 1995-ben

## Életpályája
Carole Bouquet 1957-ben született Neuilly-sur-Seine-ben, Franciaországban. Szülei elváltak, édesapja, Robert Bouquet nevelte fel a nővérével együtt. Az egyházi gimnázium elvégzése után a Sorbonne pszichológia szakára járt. Pár nap után otthagyta az egyetemet, és elhatározta, hogy színész lesz, de a színművészeti tanfolyamot nem fejezte be, mert egy évvel később Luis Buñuel felfedezte, és 1977-ben főszerepet adott neki a Vágy titokzatos tárgya című filmben. Később visszatért Párizsba, hogy színházban játsszon, közben sorra kapta a filmszerepeket. 1979-ben Bertrand Blier Hideg tál, majd 1989-ben a Túl szép hozzád című filmjében szerepelt. Ez utóbbi alakításáért neki ítélték oda a legjobb színésznőnek járó César-díjat.
Gyermekei: Dimitri Rassam, Louis Giacobetti.
A világ James Bond-lányként ismerhette meg, 1981-ben Roger Moore oldalán játszott a Szigorúan bizalmas című filmben. Nemzetközi karrierjét folytatván olyan filmek következtek, mint a Csalóka (1994), Lucie Aubrac (1997), és a Híd két part között (1999), melyet Gérard Depardieu rendezett. A közös munka során egymásba szerettek, kapcsolatuk négy évig tartott.
A Chanel divatház szerződést kötött vele a híres Chanel Nº 5 parfümjének reklámozására. Az 1990-es években Bouquet volt a Chanel nagykövete.
Carole Bouquet maga a nőiesség, akiben a Chanel 5 álcája alatt őrület rejtezik.
Bouquet aktív közéleti tevékenységet folytat: bántalmazott gyerekekkel foglalkozik. 2007-ben személyesen tárgyalt Nicolas Sarkozyvel szociális lakhatással kapcsolatos ügyekben. 
2014-ben - többek között - Jane Campionnal, Sofia Coppolával, Willem Dafoe-val együtt meghívták a Cannes-i filmfesztivál zsűrijébe.

## Filmográfia
- La mante (2017)
- Ne zavarjatok! – Nathalie Leproux (2014)
- Rosemary's Baby (2014)
- Je vais te manquer (2009)
- Elhúztak a felnőttek, miénk a pálya – Mrs. Drohne (2008)
- Si c'était lui... (2007)
- Un ami parfait (2006)
- Aurore (2006)
- A pokol – Mária, az anya (2005)
- Házavatás (2005)
- Északkelet (2005)
- Piros lámpák (2004)
- Isten hozta Rozes-éknál (Alulról szagolni a rózsát) (2003)
- A gyémánt fülbevaló (2003)
- Szerelmi bonyodalmak (2002)
- A királyasszony lovagja (2002)
- Blanche, a bosszúálló angyal (2002)
- Wasabi – Mar, mint a mustár – Sofia (2001)
- Híd két part között (1999)
- Telitalálat a szívbe (1998)
- Vörös és fekete (1997)
- Lucie Aubrac (1997)
- Szerelempor (1996)
- Segítség, csaló! (1994)
- Csalóka – Kate Swallow (1994)
- Tangó (1993)
- Túl szép hozzád – Florence Barthélémy / a szomszéd Colette (1989)
- A luxusbunker – Clara (1989)
- Jobb part, bal part – Babée Senanques (1984)
- Mystere (1983)
- Bingo Bongo – Laura (1982)
- Szigorúan bizalmas – Melina Havelock (1981)
- Il cappotto di astrakan (1979)
- Hidegtál (1979)
- A vágy titokzatos tárgya – Conchita (1977)

## Albumok
- La Soirée des Enfoirés 96
- La Compil
- Stravinsky: Histoire du Soldat